# Bughea de Sus, Argeș
Bughea de Sus este o comună în județul Argeș, Muntenia, România, formată numai din satul de reședință cu același nume.

## Așezare
Comuna se află în nord-estul județului, pe malurile râului Bughea, la nord-vest de municipiul Câmpulung. Este străbătută de șoseaua județeană DJ735, care o leagă spre nord-vest de Albeștii de Muscel și spre est de Câmpulung (unde se termină în DN73).

## Demografie
Componența etnică a comunei Bughea de Sus
     Români (77,31%)
     Romi (10,65%)
     Alte etnii (12,04%)
Componența confesională a comunei Bughea de Sus
     Ortodocși (82,7%)
     Penticostali (1,82%)
     Creștini după evanghelie (1,11%)
     Alte religii (0,2%)
     Necunoscută (14,16%)
Conform recensământului efectuat în 2021, populația comunei Bughea de Sus se ridică la 2.966 de locuitori, în scădere față de recensământul anterior din 2011, când fuseseră înregistrați 2.997 de locuitori. Majoritatea locuitorilor sunt români (77,31%), cu o minoritate de romi (10,65%). Din punct de vedere confesional, majoritatea locuitorilor sunt ortodocși (82,7%), cu minorități de penticostali (1,82%) și creștini după evanghelie (1,11%), iar pentru 14,16% nu se cunoaște apartenența confesională.

## Politică și administrație
Comuna Bughea de Sus este administrată de un primar și un consiliu local compus din 13 consilieri. Primarul, Nicolae Tarbă[*], de la Partidul Național Liberal, este în funcție din 2012. Începând cu alegerile locale din 2024, consiliul local are următoarea componență pe partide politice:
|  | Partid                       | Consilieri | Componența Consiliului | Componența Consiliului | Componența Consiliului | Componența Consiliului | Componența Consiliului | Componența Consiliului | Componența Consiliului |
|  | ---------------------------- | ---------- | ---------------------- | ---------------------- | ---------------------- | ---------------------- | ---------------------- | ---------------------- | ---------------------- |
|  | Partidul Național Liberal    | 7          |                        |                        |                        |                        |                        |                        |                        |
|  | Partidul Social Democrat     | 4          |                        |                        |                        |                        |                        |                        |                        |
|  | Alianța Dreapta Unită        | 1          |                        |                        |                        |                        |                        |                        |                        |
|  | Partida Romilor „Pro Europa” | 1          |                        |                        |                        |                        |                        |                        |                        |

## Istorie
La sfârșitul secolului al XIX-lea, actualul sat era o parte a mahalalei Bughea a Câmpulungului. În 1931, o parte din această mahala a fost desprinsă administrativ, formând comuna Bughea de Sus.
În 1950, comuna a fost transferată raionului Muscel din regiunea Argeș. În 1968, a trecut la județul Argeș, dar a fost desființată, satul ei trecând la comuna Albeștii de Muscel. Ea a fost reînființată în 2004.

## Monumente istorice
Singurul obiectiv din comuna Bughea de Sus inclus în lista monumentelor istorice din județul Argeș ca monument de interes local este biserica „Schimbarea la Față” (1894), clasificată ca monument de arhitectură.